# Maiolus
Maiolus (* 910 in Valensole in der Provence; † 11. Mai 994 in Souvigny) war ein Adeliger, Priester und Benediktiner. Von 954 bis 994 bestimmte er die Geschicke Clunys – zunächst, bis 964, als Vertreter des erblindeten Abtes Aymardus. Als dieser 964 zurücktrat (er starb ein Jahr später), wurde Maiolus der vierte Abt von Cluny und trug wesentlich zur Ausbreitung der von dort ausgehenden Reformbewegung bei. Er war einer der bedeutendsten Äbte von Cluny und wurde sofort nach seinem Tod – als erster Abt von Cluny – als Heiliger verehrt, wobei sein Kult im Mittelalter sehr verbreitet war. Sein Festtag ist der 11. Mai.
Andere Schreibweisen seines Namens sind: Majolus, Mayeul oder Maieul.

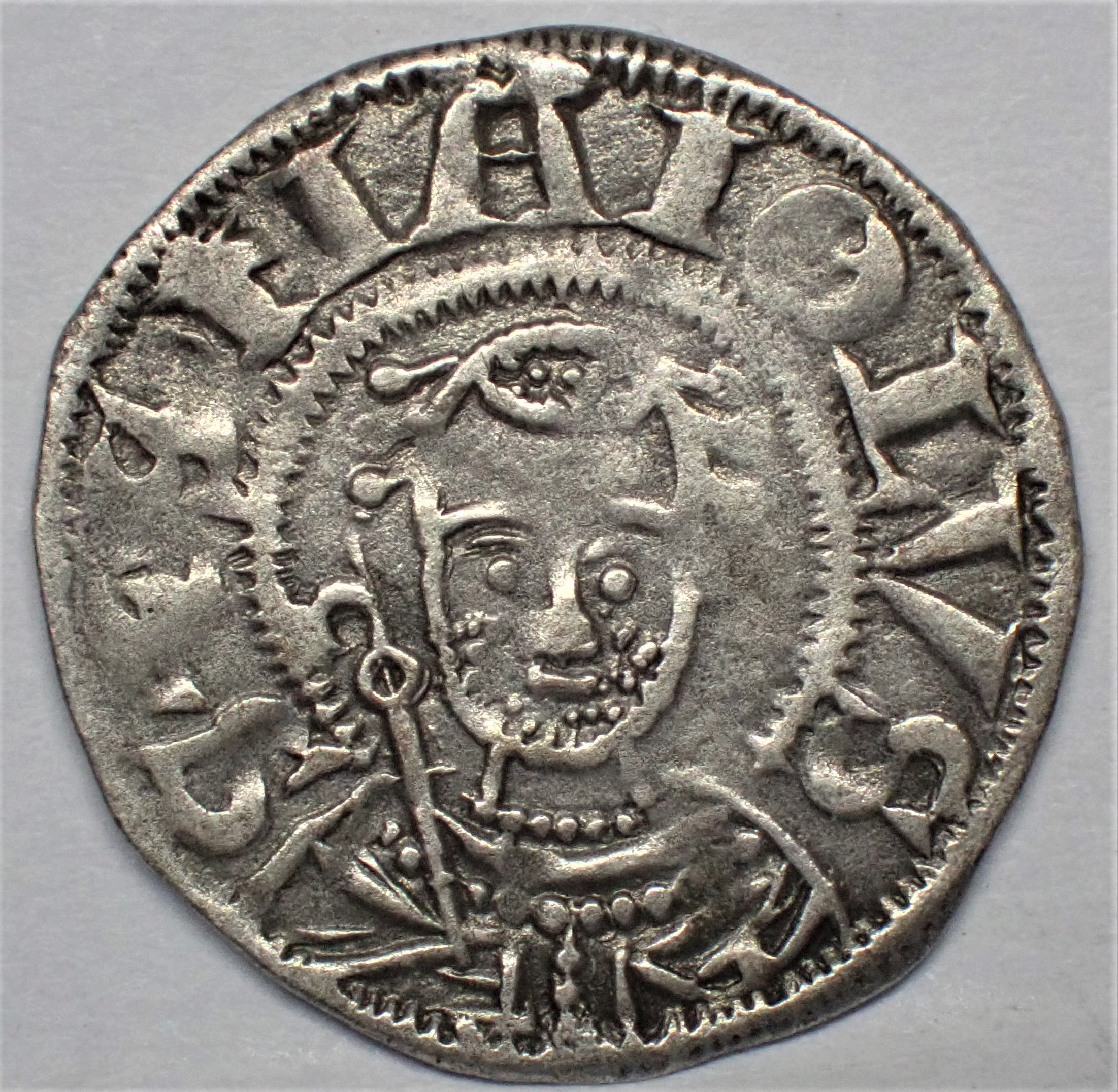
Denar aus Souvigny, 2. Hälfte des 12. Jahrhunderts, Porträt des heiligen Mayeul

## Herkunft
Maiolus stammt aus einem der ältesten provenzalischen Adelsgeschlechter in Südfrankreich, den Herren von Apt, die sich später d´Agoult nannten. Als erster bekannter Vertreter der Familie tritt Foucher, Maiolus' Großvater, auf, der im 9. Jahrhundert lebte. Maiolus' Vater war Foucher II., Herr von Apt (+ um 915), der am 3. September 909 die Mutter Mayeuls, Raimonde de Narbonne, eine Tochter von Mayeul Vicomte de Narbonne, heiratete.
Eine davon etwas abweichende Darstellung der Herkunft von Maiolus findet sich in der Dokumentation von Charles Cawley in „Medieval Lands“: Demnach sei die Maiolus' Mutter, Raymonde de Narbonne, eine Tochter von Gautier, dem zweiten Vicomte (Vizegrafen) von Narbonne (+ nach 15. Juni 911), und damit nicht Tochter, sondern Enkelin von Mayeul I., Vicomte de Narbonne (+ vor 15. Juni 911), und eine Schwester von Mayeul III., Vicomte de Narbonne, der nach dem 24. Oktober 946 verstarb, gewesen.

## Abt von Cluny

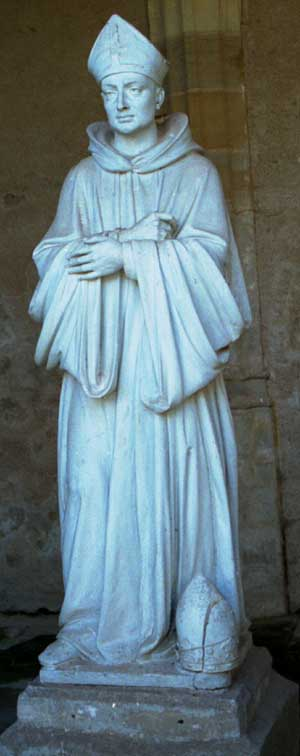
Statue des Abtes Maiolus von Cluny

Maiolus studierte in Lyon und Macon, war anfangs Weltpriester, trat 943 oder 944 als Mönch ins Kloster Cluny ein und wurde 948 Koadjutor, 954 Stellvertreter und 964 Nachfolger des Abtes Aymardus (Aymard), der erblindet war.
Dank seiner Popularität und des vom Kloster geförderten Totengedenkens erwarb das Kloster unter Maiolus' Leitung großes Vermögen durch Spenden und Erbschaften, so dass es über rund 900 Dörfer, zahlreiche Pfarreien, Renten und Abgaben verfügte.
Ab 967 setzte Maiolus die von Abt Odo von Cluny (927 – 942) begonnene Reform fort und führte in vielen Klöstern die Regel der Benediktiner ein, wobei sein Einfluss über Frankreich hinausging und sich auch in Deutschland und Italien auswirkte. Zugleich erreichte er, dass Cluny über die angeschlossenen Klöster eine enge Kontrolle ausübte. Als Abt war er das Haupt der Cluniazensischen Reformbewegung; er zählt zu den bedeutendsten Äbten von Cluny, die die Abtei zu geistiger und wirtschaftlicher Blüte führten.
Unter Maiolus wurde 955 die Erbauung der neuen Klosterkirche Cluny II begonnen, die am 14. Februar 981 vom Erzbischof von Lyon eingeweiht wurde. Dieser Bau war eines der großartigsten Kirchenbauwerke der damaligen Zeit.
Im Juli 972 wurde Maiolus in der Umgebung von Orsières von Sarazenen entführt, die zu dieser Zeit unter anderem in Fraxinetum (in Burgund, nahe Fréjus) einen Brückenkopf hatten. Erst nach Zahlung eines hohen Lösegeldes, für das viele Kultobjekte und Teile des Schatzes von Cluny eingeschmolzen werden mussten, wurde Maiolus wieder freigelassen. Die Vergeltungsaktion, die Graf Wilhelm I. von Provence danach unternahm, führte 973 zur Schlacht von Tourtour und zur Vertreibung der Sarazenen aus der Provence.
Maiolus bestimmte Odilon de Mercœur zu seinem Nachfolger und starb am 11. Mai 994 im Kloster Saint-Pierre-et-Saint-Paul de Souvigny im Bourbonnais (heute Département Allier) auf der Reise nach Saint-Denis, wohin ihn König Hugo Capet eingeladen hatte, um das dortige Kloster zu reformieren.

## Heiliger
Maiolus wurde bereits unmittelbar nach seinem Ableben als erster der Äbte von Cluny als Heiliger verehrt. Dazu trug sowohl seine Rolle als Reformer und Befreier der Klöster vom Einfluss der Laien wie der Bischöfe als auch seine (indirekte) Rolle bei der Befreiung der Provence von den Sarazenen bei.
Dank seiner Persönlichkeit war sein Kult im Mittelalter sehr verbreitet. So begab sich u. a. der König von Frankreich, Hugo Capet, bereits 996 auf eine Wallfahrt zum Grab des Heiligen nach Souvigny. Im Jahre 998 bestätigte der erste deutsche Papst Gregor V. (996 – 999) – der aus Stainach im Steirischen Ennstal (heute in der Steiermark/Österreich) stammende Bruno von Kärnten – in einer Bulle die Heiligkeit des Abtes Maiolus von Cluny. Auch Robert II. „der Fromme“ König von Frankreich (996 – 1031) pilgerte 1019/20 zum Grab des Heiligen.